# Edy Schutz
Edy Schutz (Tetange, 15 maggio 1941) è un ex ciclista su strada lussemburghese, professionista dal 1965 al 1974.

## Carriera
Ha vinto i Campionati lussemburghesi su strada per sei volte consecutive, oltre ad una tappa al Tour de France del 1966, a Chamonix.

## Palmarès
- 1966

18a tappa Tour de France